# バーネット・ニューマン
バーネット・ニューマン(Barnett Newman、1905年1月29日 - 1970年7月4日)は、アメリカの美術家。抽象表現主義とカラーフィールド・ペインティングの代表的存在。

## 生涯
ニューマンはロシア系ユダヤ移民の子としてニューヨークに生まれた。ニューヨーク市立大学で哲学を学んだ後、父親の服飾業を手伝った。1930年代から絵を描き始めた。そのころの作品は表現主義風だったというが、後に彼はそれらをすべて処分した。
1940年代には最初はシュルレアリスムを試しながら、やがて独自のスタイルを築きあげた。その画面は、ニューマンが「ジップ zip」と呼ぶ細い縦線で巨大な色面が区切られるのが特徴である。ジップを用い始めたころの作品では、色面はまだらになっていたが、やがて色面は単色で平坦なものになった。ニューマン自身は1948年以降の「ワンメント Onement」シリーズによって自己のスタイルが確立されたと考えていた。
生涯を通じて、ジップは彼の作品の主役であった。1950年代の作品には、「ワイルド The Wild」(203cm×4cm、ニューヨーク近代美術館)のように、ジップそれ自体が作品となったものもある。ニューマンはまた、ジップの3次元版とでもいうべき彫刻もいくつか制作している。
ニューマンの絵画は純粋に抽象的に見えるうえ、当初は「無題」とされた作品も多かった。彼はのちにそれらの作品に題名を与えたが、それらが示唆するものは、しばしばユダヤ的な主題であった。例えば1950年代に制作された「アダムとイヴ」がそうである。「ウリエル」(1954年)もそうだし、また「アブラハム」(1949年)というとても暗い絵画は、聖書の登場人物でありまたニューマンの父(1947年に没した)の名でもある題名を与えられている。
「十字架の道行 The Stations of the Cross」シリーズ(1958年-1964年)はモノトーンの連作絵画である。この連作はニューマンが心臓発作から回復してすぐに制作されたもので、一般にはニューマンの画業の頂点を示すものとして認識されている。この連作は「レマ・サバクタニ（なぜ我を見捨て給う）」という副題がつけられている。十字架上のキリストが叫んだ言葉である。ニューマンはこの言葉が、彼の時代にとって普遍的な重要性を備えていると感じていた。
ニューマンの晩年の作品は「誰が赤、黄、青を恐れるのか Who's Afraid of Red, Yellow and Blue」シリーズに見られるように、純粋で鮮やかで色を巨大なカンヴァスの上に用いるものが多くみられる。「アンナの光」(1968年)は幅7.1m、高さ2.3mあり、彼の作品中最も大きい。題名は1965年に没した彼の母の名に由来している。晩年は「シャルトル Chartres」(1969年)をはじめシェイプト・カンヴァス（四角形以外のカンヴァスを用いた絵画）や、滑らかな鉄片を用いた彫刻にも取り組んだ。初期の油彩と異なり、晩年の作品にはアクリル絵具が用いられた。

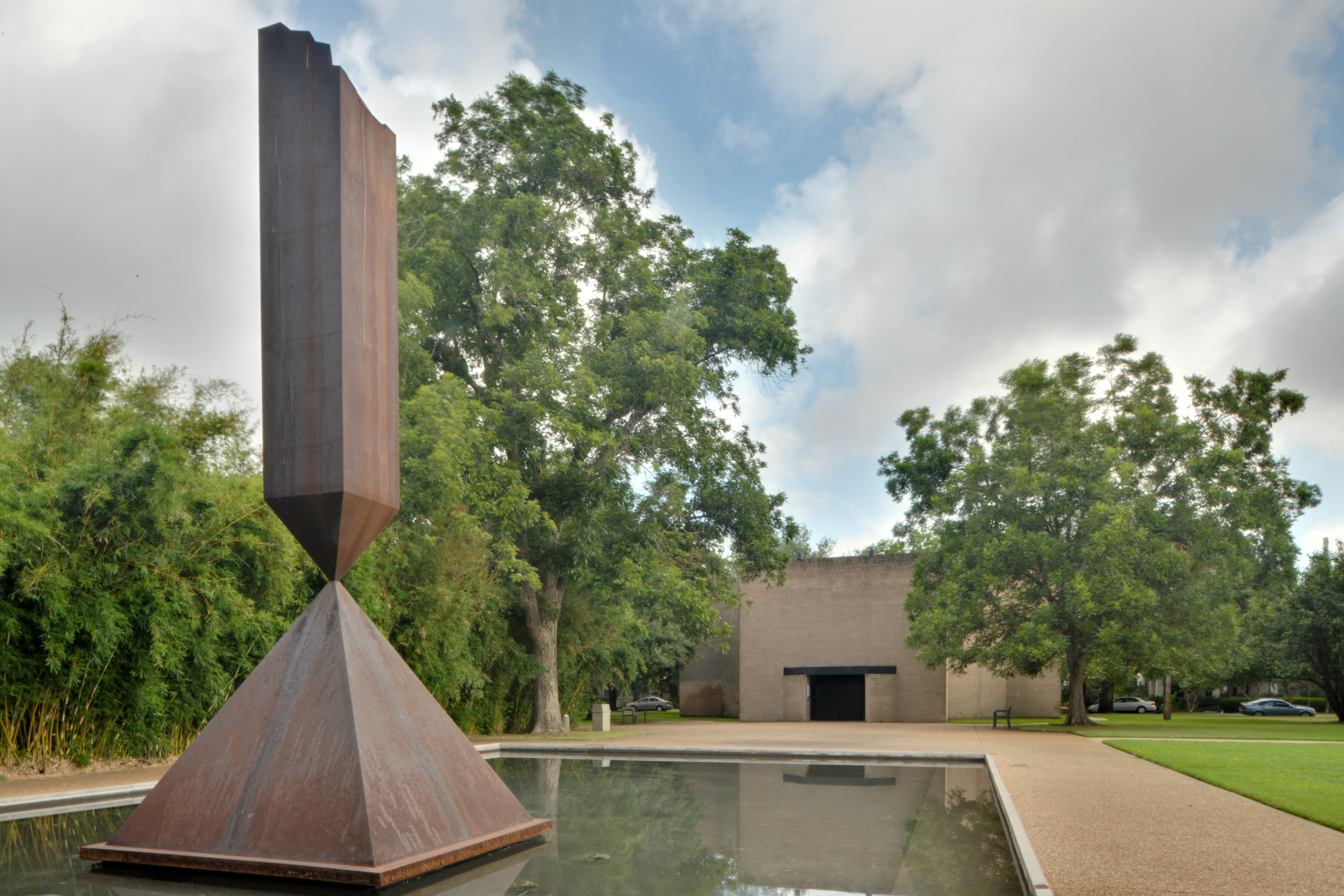
ブロークン・オベリスク （ヒューストン、ロスコ・チャペル）

彫刻作品では、ピラミッドの頂点にオベリスクを逆さに立てた「ブロークン・オベリスク」が良く知られている。リトグラフの作品には、連作「18 Cantos」(1963-64年)などがあり、また数は少ないがエッチングの作品もある。
ニューマンは1950年代のニューヨークでの活動において、他の美術家と共に、ヨーロッパ絵画の様式に拠らない独自の抽象表現を築き上げたことで、一般的には抽象表現主義の美術家として認識されている。しかし、クリフォード・スティルやマーク・ロスコら他の抽象表現主義の美術家が用いたような表現主義的な筆触を拒絶し、はっきりした輪郭と平坦な色面を用いたことからすると、ニューマンの作品はポスト・ペインタリー・アブストラクションやミニマリズムの嚆矢と見ることができる。
ジャクソン・ポロックのように話題性に満ちた人物と比べると、ニューマンの生前の評価は低かった。クレメント・グリーンバーグはニューマンを熱烈に支持したが、晩年になるまで彼の作品が真剣に取り上げられることは少なかった。しかし、彼はより若い世代の画家に対しては大きな影響を与えてきた。
ニューマンは1970年、心臓発作のためニューヨークで没した。

## 主要作品
- 「ワンメント」（ニューヨーク近代美術館）
- 「十字架の道行」
- 「アンナの光」（DIC川村記念美術館、現在は売却）

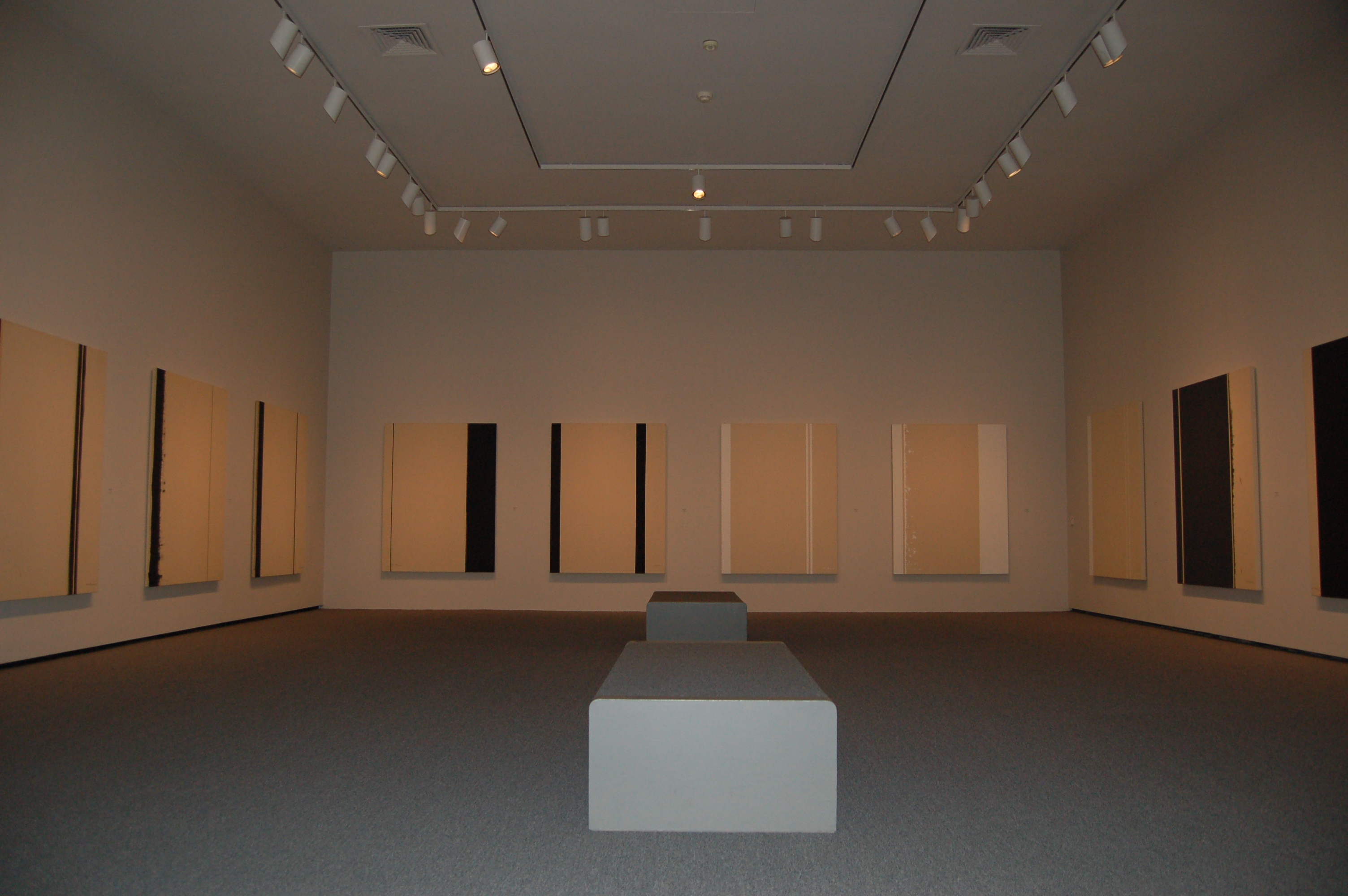
十字架の道行

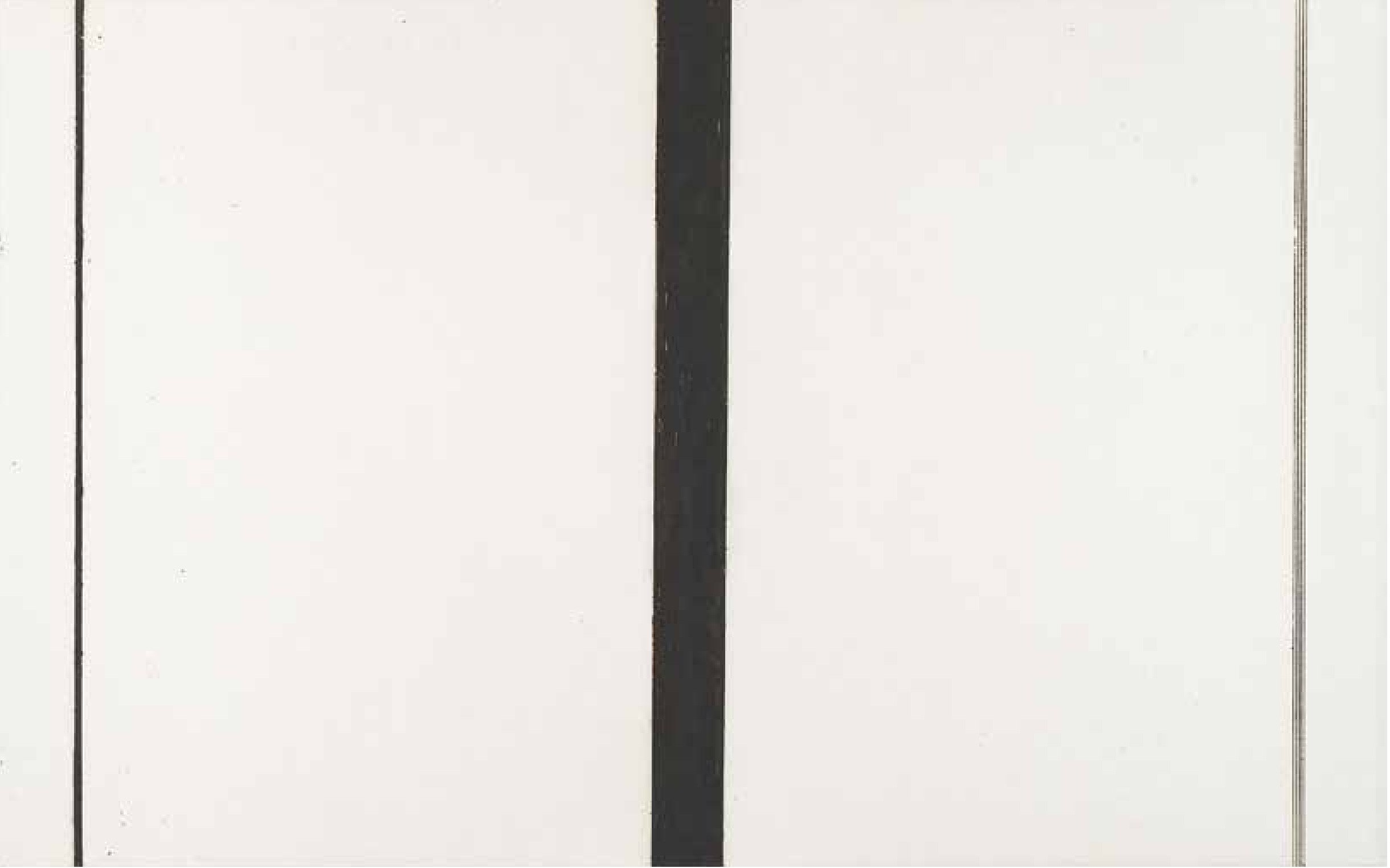
アンナの光